# Хижняківка (Полтавський район)
Хижня́ківка — село в Україні, в Опішнянській селищній громаді Полтавського району Полтавської області. Населення становить 3 особи.

## Географія
Село знаходиться на правому березі стариці Солом'яник річки Ворскла, вище за течією на відстані одного км розташоване село Глинське, нижче за течією на відстані за 2 км розташоване село Яблучне.

## Історія
По берегах річки Ворскли, поблизу сіл Глинського, Хижняківки та Яблучного, були знайдені рештки глиняного посуду. На них добре видно сліди пальців давнього майстра, адже посуд з глини робили ще без гончарного круга.
Хутір Хижняківка засновано наприкінці XVIII ст. Назву одержав від першого поселенця — козака Хижняка. Гончарі з'явилися невдовзі після заснування хутора. Їх кількість збільшувалася одночасно зі зростанням чисельності населення, чому сприяла наявність якісної глини. 1910 року в Хижняківці гончарством займалися 9 осіб.
У ХІХ — першій половині XX століття Хижняківка належала до Більської волості Зіньківського повіту. З 1923 року хутір входив до складу Опішнянського району, з 1962 року до Малобудищанської сільської ради Зіньківського району.
1859 року у козацькому хуторі налічувалось 96 дворів, мешкало 96 осіб (53 чоловічої статі та 43 — жіночої).
За даними на 1910 рік у хуторі — 41 господарство, 191 житель. Придатної землі під господарствами — 87 десятин, із них орної — 43, під посівами — 38. Основними неземлеробськими заняттями були гончарство (9 осіб), чоботарство (6 осіб), поденщина (16 осіб). За переписом 1926 року у Хижняківці у 47 господарствах мешкало 236 людей.
Із початком колективізації в селі були розкуркулені господарства заможних сімей: гончар-цегельник Жадан виїхав на Кубань, власник водяного млина та глиняного родовища Бородай помер під час Голодомору. У 1930 році в селі був створений колгосп «Культурний хлібороб», що очолив Гордій Ширай. Через кілька років господарство було об'єднане із малобудищанським колгоспом ім. Жданова.
У Національній книзі пам'яті жертв Голодомору 1932—1933 років в Україні перелічено 42 жителя села, що загинули від голоду.
У 1930-х — 1940-х роках у селі функціонував колгоспний завод з виробництва тонкої вогнетривкої цегли. Гончарство проіснувало до початку 1950-х років. Останнім гончарем був Василь Ємець, який як кустар-одноосібник працював до початку 1980-х років.
З початком німецько-радянської війни на фронт мобілізували й хижняківців. З фронту не повернулося 20 односельчан.
У повоєнний час у Хижняківці працювала бригада малобудищанського колгоспу, до 1970-х років у селі вирощували коноплі. Тяжка праця, відсутність відпусток, зарплат, політика «неперспективних» сіл змушувала молодь тікати в міста. Упродовж 1950—1980 років населення скоротилося зі 131 до 35 чоловік. На початку ХХІ століття тут мешкало 3 особи.

## Традиції
Щороку першої суботи серпня святкуються Дні Хутора, де збираються колишні мешканці Хижняківки й сусідніх Безруків та їхні нащадки.

## Пам'ятки
Біля села розташований ботанічний заказник «Котове».